# 马尔马拉岛
马尔马拉岛（土耳其語：Marmara Adası）是土耳其的一个岛屿，位于马尔马拉海中。
古希腊称其为Proconnesus，后因岛上盛产大理石，故改称“马尔马拉岛”，马尔马拉海因此岛而得名。

## 历史
岛上的第一个定居点可以追溯到新石器时代。 在公元前 3000 年和 2000 年，该岛属于特洛伊安人和特拉克斯人。 公元前8世纪，该岛被爱奥尼亚人占领，成为爱奥尼亚人的殖民地。 公元前493年，为大流士大帝而战的腓尼基人烧毁了它。 虽然该岛在 15 世纪被奥斯曼帝国占领，但直到 20 世纪，讲希腊语的人仍住在岛上。 从 17 世纪开始，一些土耳其和犹太家庭位于该岛上。 在 20 世纪初，岛上的人口完全改变了。 随着1923年希腊和土耳其之间的人口交流，岛上讲希腊语的人移民到希腊，作为回报，居住在希腊的土耳其人在岛上定居。